# Plan national de gestion de l'environnement
 (avril 2025).
Le Plan national de gestion de l'environnement (« PNGE ») est un programme du domaine de la gestion de l’environnement et des ressources naturelles. Il émane de l'autorité publique. 

## Élaboration
Accompagné par le PNUD et la banque mondiale,.